# ألكارا لي فوزي
ألكارا لي فوزي (بالإيطالية: Alcara li Fusi) هي بلدية في مقاطعة ميسينا في صقلية الإيطالية.

## السكان
في سنة 1861 بلغ عدد السكان 2٬231 نسمة، وتطور العدد ليصل في سنة 2011 لـ 2٬072 نسمة.
يظهر هذا المخطط البياني تطور النمو السكاني لـ ألكارا لي فوزي